# Крив'янський юрт
Крив'янський юрт — юрт у складі Черкаського округу області Війська Донського.
До юрту належали поселення (з даними на 1859 рік):
- Крив'янська — козацька станиця розташована над річкою Тузлів за 4 версти від Новочеркаська; 375 дворових господарств; 2300 осіб (1111 чоловіків й 1189 жінок); православна церква; цегельний завод;
- Поповський — власницьке поселення положене над річкою Грушівка за 30 верст від Новочеркаська; 11 дворових господарств; 55 осіб (35 чоловіків й 30 жінок);
- Максимовський — власницьке поселення положена над річкою Грушівка за 30 верст від Новочеркаська; 17 дворових господарств; 86 осіб (37 чоловіків й 49 жінок).

За даними на 1873 рік у Крив'янському юрті було 593 дворових садиб, 6 кибиток й 12 недворових садиб; мешкало 3661 особа (1824 чоловіків й 1837 жінок). Тоді до складу Крив'янського юрту відносилися:
- Крив'янська козацька станиця була за 3 версти від Новочеркаська з 550 дворовими господарствами; 3352 осіб (1662 чоловіків й 1690 жінок);
- Поповський хутір був за 30 верст від Новочеркаська й за 2 версти від станції Шахтинської; 42 дворових господарств; 276 осіб (144 чоловіків й 132 жінки);
- з Максимівського хутора 1859 року була утворена Максимівська станиця, а у Крив'янському юрті утворений окремий Максимівський хутір, що був за 20 верст від Новочеркаська й за 0,5 верст від Максимівської станиці й залізничної станції; 1 дворове господарство й 6 кибиток; 33 осіб (18 чоловіків й 15 жінки).

Крив'янська станиця залишилася окремим населеним пунктом за сьогодення. Поповський хутір є місцевістю Попівка на півдні міста Шахти. Біля Максимівського хутору у 1863 році за 0,5 верст побудована залізнична станція Максимівка з виділенням Максимівської станиці в окреме поселення. 1902 року станцію перейменовано на Каменоломні. А у 1933 році Максимо-Новогрушівський хутір перейменовано на Каменоломні, що зараз є адміністративним центром Октябрського району.